# Индукционный ток
Индукцио́нный ток — электрический ток, возникающий в замкнутом проводящем контуре при изменении потока магнитной индукции, пронизывающего этот контур. Величина и направление индукционного тока определяются законом электромагнитной индукции и правилом Ленца. 
Поток электромагнитной индукции вычисляется как {\displaystyle \Phi =\int {\vec {B}}\cdot d{\vec {S}}}; в случае плоского контура и однородности поля в области контура формула упрощается до {\displaystyle \Phi =|{\vec {B}}|\,S\,\cos \alpha }, где {\displaystyle {\vec {B}}} — магнитная индукция, {\displaystyle S} — площадь ограничиваемой контуром поверхности ({\displaystyle d{\vec {S}}} — векторный элемент площади этой поверхности), а {\displaystyle \alpha } — угол между вектором нормали и вектором магнитной индукции.

## Практическое применение
Если менять магнитное поле вблизи неподвижного замкнутого проводника, то причиной индукционного тока является вихревое электрическое поле.
Если двигать замкнутый проводник вблизи неподвижного магнита, то причиной индукционного тока является сила Лоренца.
Индукционные токи лежат в основе поражающего действия электромагнитного оружия.
Индукционный ток лежит в основе генераторов переменного тока.